# LBJ (영화)
LBJ는 미국에서 제작된 로브 라이너 감독의 2016년 드라마 영화이다. 제니퍼 제이슨 리 등이 주연으로 출연하였고 리즈 글로처 등이 제작에 참여하였다.

## 출연

### 주연
- 제니퍼 제이슨 리
- 빌 풀만
- 제프리 도노반
- 우디 해럴슨
- C. 토마스 하우엘
- 마이클 스탈 데이빗
- 리차드 젠킨스

### 조연
- 리치 소머
- 브라이언 스테파넥
- 게리 그럽스
- 조 크레스트
- 브렌트 베일리
- 더그 맥케온
- 킴 앨런
- 케이트 버틀러
- 주드 로맨드
- 팀 랜솜
- 딘 J. 웨스트
- 롭 스테인버그
- 브렛 베이커
- 토마스 프란시스 머피

## 제작진
- 미술: 크리스토퍼 R. 드무리
- 세트: 레스 부스
- 의상: 댄 무어